# James J. Wynne
James J. Wynne (* 19. März 1943 in Brooklyn) ist ein US-amerikanischer Physiker, bekannt für Pionierarbeiten zur Laserchirurgie.
Wynne studierte an der Harvard University mit dem Bachelor-Abschluss 1964, dem Master-Abschluss 1965 und der Promotion in Angewandter Physik 1969. Danach ging er in die Forschung zu IBM, zunächst ans IBM Zurich Research Laboratory in der Schweiz, dann ans Thomas J. Watson Research Center (WRC) nördlich von New York City.
Er befasste sich mit nichtlinearer Optik von Halbleitern und Isolatoren, nichtlinearer Spektroskopie atomarer und molekularer Dämpfe, Physik von Clustern, Verwendung des Lasers zum Ätzen und in der Medizin (zum Beispiel Fluoreszenzstudien von Gewebe). 1981 war er mit Rangaswamy Srinivasan und Samuel E. Blum bei IBM ein Pionier bei der Entwicklung der Chirurgie mit Excimer-Lasern. Sie erkannten das Potential und Srinivasan entwickelte später auf dieser Basis mit Bodil Braren und dem Augenchirurgen am Columbia Presbyterian Medical Center Stephen Trokel die Anwendung des Lasers in Augenoperationen (PRK und Lasik). Wynne selbst arbeitete damals an Anwendungen in der Dermatologie mit Ärzten der New York University Medical School (1985).
Wynne war lange Zeit Manager für nichtlineare Spektroskopie, Laser Physik und Chemie und Biologie und Molekülphysik am IBM WRC. Er war Gastwissenschaftler an der Universität Chicago, der University of Rochester, dem Dartmouth College und der Johns Hopkins University. Seit den neunziger Jahren ist er für die Verbindung des WRC zu lokalen Schulen zuständig. Darüber hinaus forscht er an der Entwicklung von intelligenten Skalpellen mit Excimer-Lasern zur Entfernung nekrotischer Hautstellen wie bei Verbrennungen.
2004 erhielt er den R. W. Wood Prize, 2010 den Rank Prize in Optoelektronik und 2013 den Russ Prize der National Academy of Engineering. 2011 erhielt er die National Medal of Technology and Innovation. Er ist Fellow der American Physical Society (APS), des IEEE und der Optical Society of America (OSA).  2002 wurde er in die National Inventors Hall of Fame aufgenommen. Er war Mitgründer des Forum for Education der APS und war im APS Komitee für Bildung und ebenso in dem der OSA. Seit 2015 ist er Mitglied der National Academy of Engineering.
1982/83 war er Mitherausgeber einer Ausgabe des Journal of the Optical Society of America.